# Sergueï Ordjonikidze
Sergueï Ordjonikidze est un diplomate russe né le 14 mars 1946 à Moscou. Il est Directeur général de l'Office des Nations unies à Genève (du 1er mars 2002 à 2011) et membre du Cabinet du secrétaire général des Nations unies (le SMG).
Titulaire d’un diplôme de l'Institut d'État des relations internationales de Moscou en 1969, il a commencé dans le corps diplomatique soviétique en 1969 et travaillait à la Mission permanente de l'Union des républiques socialistes soviétiques auprès de l'ONU à New York.